# Morimospasma granulatum
Morimospasma granulatum là một loài bọ cánh cứng trong họ Cerambycidae.